# Hard Rope & Silken Twine
Hard Rope & Silken Twine es el duodécimo y último álbum de estudio de la banda británica Incredible String Band. Fue publicado en junio de 1974 a través de Reprise Records.

## Grabación y contenido
Incredible String Band comenzó a grabar Hard Rope & Silken Twine en diciembre de 1973, sólo nueve meses después del lanzamiento de su anterior álbum de estudio, No Ruinous Feud. Las sesiones del álbum tuvieron lugar en Sound Techniques, un estudio ubicado en Londres, Inglaterra. Mike Heron produjo el álbum y Roger Mayer se desempeñó como ingeniero de audio. Una vez completas las sesiones de grabación, el álbum se masterizó en Warner Bros. Recording Studios, en North Hollywood, California. Hard Rope & Silken Twine contenía seis canciones. Tres de las canciones fueron escritas por el propio Heron, incluyendo «Ithkos», un opus de casi veinte minutos.

## Recepción de la crítica
Un escritor no especificado de Record World escribió: “Las cuerdas sensibles se combinan maravillosamente con el sabor de la flauta y la magia del Moog para hacer de este conjunto el mejor esfuerzo de la banda hasta el momento”. Un escritor no especificado de la revista Billboard comentó: “Una escucha placentera y relajante, sin verse paralizada por los formatos de éxito pasado del dúo Heron-Williamson”. Un escritor no especificado de Cash Box declaró: “Verdaderamente una pieza encantadora de dominio discográfico, lo último de String Band es maravilloso”.

## Lista de canciones
Todas las canciones escritas y compuestas por Mike Heron, excepto donde esta anotado. 
| Lado uno |                       |                                |          |  |
| N.º      | Título                | Escritor(es)                   | Duración |  |
| 1.       | «Maker of Islands»    |                                | 5:59     |  |
| 2.       | «Cold February»       | Robin Williamson               | 5:46     |  |
| 3.       | «Glancing Love»       | Malcolm Le Maistre Mike Garson | 3:56     |  |
| 4.       | «Dreams of No Return» | Williamson                     | 5:19     |  |
| 5.       | «Dumb Kate»           |                                | 3:21     |  |

| Lado dos | |          |  |
| N.º      | Título | Duración |  |
| 1.       | «Ithkos I. «Sardis (Oud Tune)» II. «Lesbos – Dawn» III. «Lesbos – Evening» IV. «Aegean Sea» V. «Dreams Fade» VI. «Port of Sybaris» VII. «Go Down Sybaris» VII. «Huntress» IX. «Hold My Gaze» | 19:20    |  |

## Créditos y personal
Créditos adaptados desde las notas de álbum de Hard Rope & Silken Twine.
Músicos
- Robin Williamson – guitarra acústica, laúd, mandolina, violín tradicional, flauta alto, flauta, silbato, conga, voces
- Mike Heron – guitarra eléctrica y acústica, sitar, órgano, piano, voces
- Malcolm Le Maistre – voces
- Stan Lee – bajo eléctrico, guitarra de acero con pedal, programación, voces adicionales
- Jack Ingram – batería
- Graham Forbes – guitarra eléctrica

Músicos adicionales
- Danny Thompson – contrabajo en «Dreams of No Return»

Personal técnico
- Mike Heron – productor
- Roger Mayer – ingeniero de audio
- Irving P. Metterschmitz – técnico de sonido
- Wayne Anderson – ilustración